# 라 킨타 에스타시온

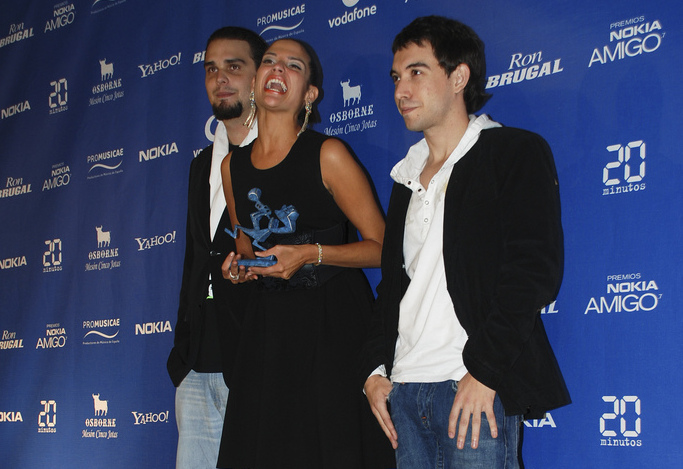

라 킨타 에스타시온(스페인어: La Quinta Estación)은 스페인의 두 멤버로 구성되어 있는 팝 록 밴드이다. 기타 연주자인 파블로 도밍게스와 보컬리스트인 나탈리아 히메니즈로 구성되어 있다.
스페인에서 결성했으나 멕시코로 옮겼을 때부터 그들의 곡 ¿Dónde Irán? 멕시코의 텔레노벨라 클라세 406의 테마곡이 되면서부터 인기를 얻기 시작했다.

## 음반
- Primera Toma 2001
- Flores de Alquiler 2004
- El Mundo Se Equivoca 2006
- Sin Frenos 2009